# Poczet sztandarowy

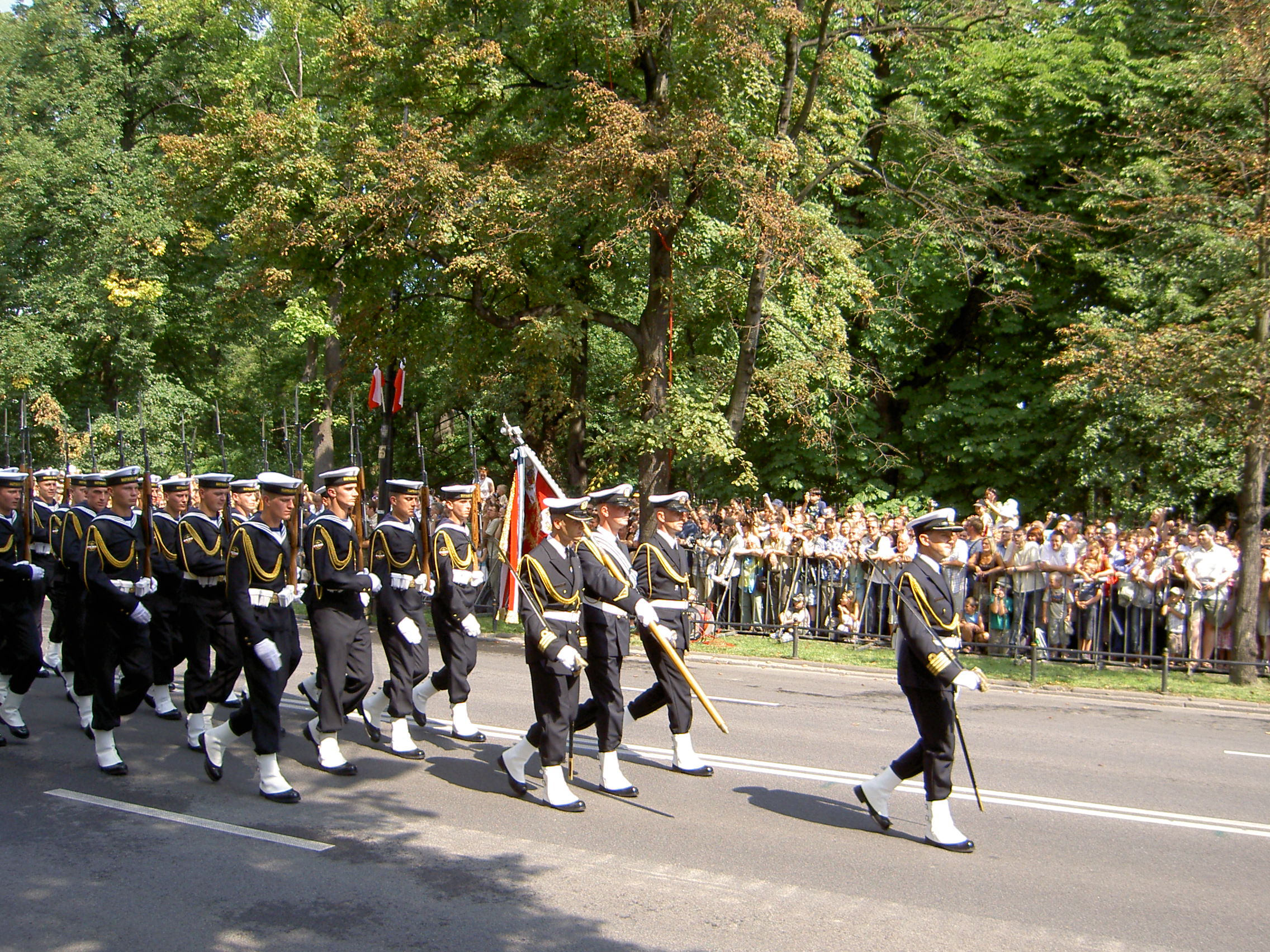
Przemarsz kompanii reprezentacyjnej Marynarki Wojennej wraz z pocztem sztandarowym

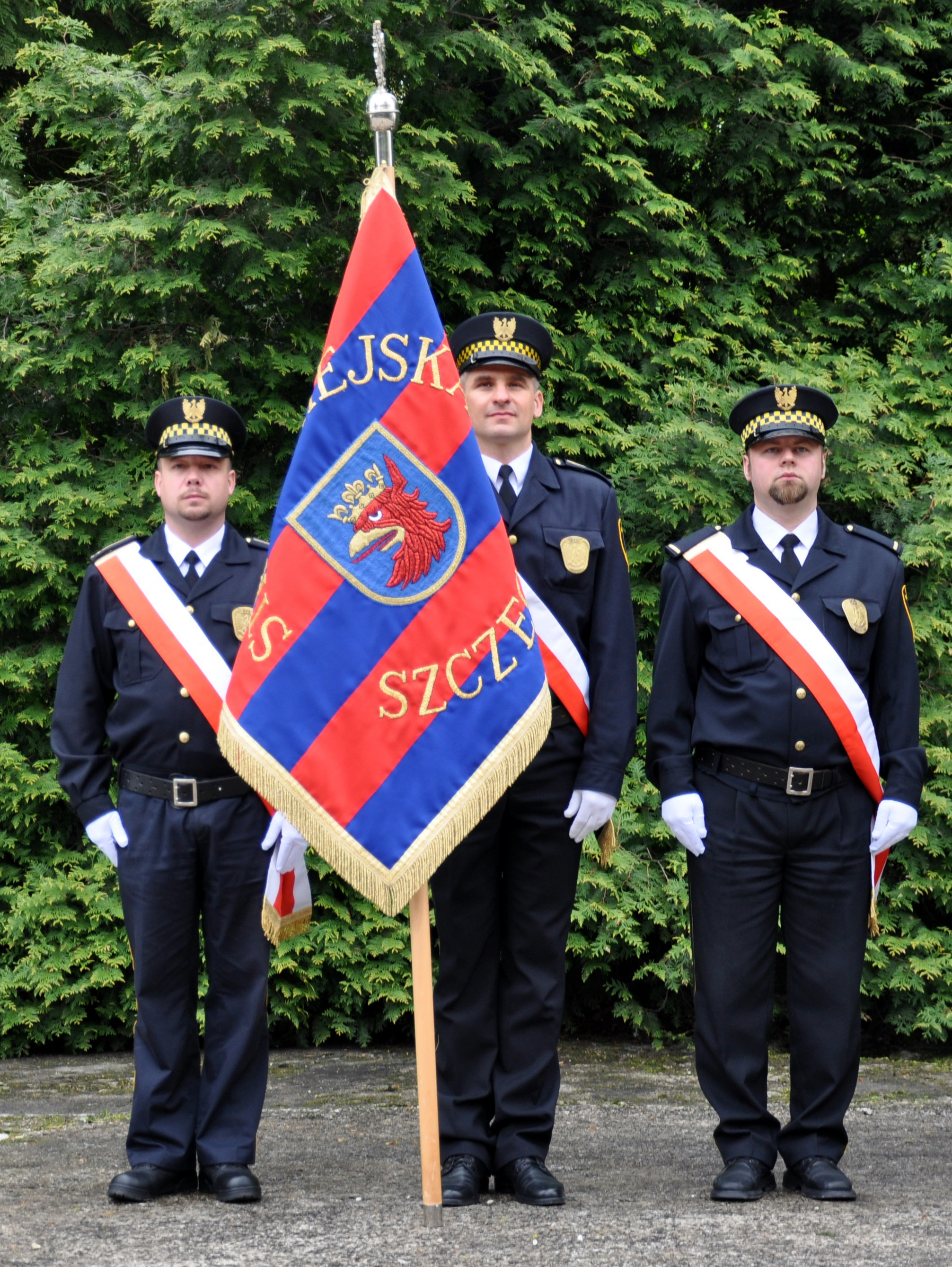
Poczet sztandarowy SM w Szczecinie

Poczet sztandarowy – asysta (najczęściej trzyosobowa) sztandaru organizacji podczas różnego rodzaju ceremonii. W szczególności w wojsku i innych formacjach zmilitaryzowanych – grupa trzech żołnierzy lub funkcjonariuszy niosących sztandar jednostki wojskowej (policyjnej, strażackiej lub tp.). Poczet sztandarowy wchodzi w skład kompanii honorowej. Podczas defilad poczet sztandarowy maszeruje za dowódcą kompanii honorowej, a przed pododdziałem honorowym.
W skład pocztu sztandarowego wchodzi jego dowódca (w wojsku na ogół jest to oficer), sztandarowy (niosący sam sztandar) i asysta pocztu.
W Wojsku Polskim poczet występuje z bronią boczną (pistoletami), może występować z szablami (oprócz sztandarowego). Sztandarowy nosi biało-czerwoną szarfę przewieszoną przez prawe ramię. Poczet sztandarowy ustawia się na prawym skrzydle kompanii honorowej, w odstępie jednego kroku od niej w kolejności; asystent, sztandarowy, dowódca pocztu. Dowódca kompanii honorowej staje z prawej strony dowódcy pocztu, w odstępie jednego kroku. W marszu poczet sztandarowy idzie trzy kroki przed pierwszą czwórką kompanii honorowej, tworząc trójkę (z prawej strony sztandarowego – dowódca pocztu, z lewej – asystent). Dowódca kompanii maszeruje trzy kroki przed sztandarem.
W Wojsku Polskim II RP, w skład pieszego pocztu sztandarowego wchodzili: najmłodszy podporucznik kompanii sztandarowej – dowódca pocztu, chorąży i asysta: dwóch podoficerów w stopniu starszego sierżanta i sierżanta. Poczet sztandarowy ustawiał się na prawym skrzydle kompanii sztandarowej, a w kolumnie marszowej tworzył pierwszą czwórkę.
Konny poczet sztandarowy składał się z sześciu żołnierzy: dowódcy pocztu, sztandarowego i podsztandarowego oraz trzech szeregowych asysty.
Poczet flagowy – trzyosobowy zespół (zorganizowany podobnie jak poczet sztandarowy), którego zadaniem jest uroczyste wciągnięcie flagi państwowej na maszt podczas ceremonii wojskowych i innych podobnych, także harcerskich. Składa się z dowódcy, flagowego i asysty.
Przemarsz pocztu sztandarowego (także flagowego) odbywa się ze ścisłym dochowaniem elementów musztry.

## Chwyty chorążego
Postawa zasadnicza – chorąży trzyma sztandar położony na trzewiku drzewca przy prawej nodze na wysokości czubka buta. Drzewce przytrzymuje prawą ręką na wysokości pasa, łokieć prawej ręki lekko przyciska do ciała.
Sztandarem wykonuje się następujące chwyty:
- „na ramię”
- „prezentuj”
- „do nogi”.

Chwyt „na ramię” – chorąży prawą ręką (pomagając sobie lewą) kładzie drzewce na prawe ramię i trzyma je pod kątem ok. 45° w stosunku do ramienia. Prawa ręka jest wyciągnięta wzdłuż drzewca.
Chwyt „prezentuj” – z postawy „zasadniczej” chorąży podnosi sztandar prawą ręką pionowo do góry wzdłuż prawego ramienia (dłoń prawej ręki znajduje się na wysokości barku). Następnie lewą ręką chwyta drzewce sztandaru tuż pod prawą ręką i opuszcza prawą rękę na całą jej długość, obejmując dolną część drzewca.
Chwyt „do nogi” – z położenia „prezentuj” lub z położenia „na ramię”, 
chorąży przenosi sztandar prawą ręką (pomagając sobie lewą) do nogi. 
Salutowanie sztandarem w miejscu – wykonuje się z położenia „prezentuj”. Chorąży robi zwrot w prawo w skos z równoczesnym wysunięciem lewej nogi w przód na odległość jednej stopy (ok. 30 cm) i pochyla sztandar do przodu pod kątem ok. 45°. Po czasie „salutowania” przenosi sztandar do postawy „prezentuj".